# Faissal Al Mayzani
Faissal Al Mazyani (in arabo فيصل المزياني‎?; Anversa, 18 gennaio 2005) è un calciatore marocchino, difensore dell'RKC Waalwijk.

## Carriera

### Club
Al Mazyani è cresciuto nel settore giovanile del Genk, con cui ha firmato il suo primo contratto professionistico il 17 maggio 2021. A partire dalla stagione 2022-2023 ha iniziato a giocare con la seconda squadra in seconda divisione.
Il 2 settembre 2024 ha firmato un contratto triennale con l'RKC Waalwijk, club della prima divisione olandese.

### Nazionale
Ha giocato nelle nazionali giovanili belghe Under-17 ed Under-18, prima di optare per la nazionalità marocchina dove ha giocato in Under-20 ed in Under-23.

## Statistiche

### Presenze e reti nei club
Statistiche aggiornate al 30 agosto 2024.
| Stagione        | Squadra         | Campionato      | Campionato | Campionato | Coppe nazionali | Coppe nazionali | Coppe nazionali | Coppe continentali | Coppe continentali | Coppe continentali | Altre coppe | Altre coppe | Altre coppe | Totale | Totale |
| Stagione        | Squadra         | Comp            | Pres       | Reti       | Comp            | Pres            | Reti            | Comp               | Pres               | Reti               | Comp        | Pres        | Reti        | Pres   | Reti   |
| --------------- | --------------- | --------------- | ---------- | ---------- | --------------- | --------------- | --------------- | ------------------ | ------------------ | ------------------ | ----------- | ----------- | ----------- | ------ | ------ |
| 2022-2023       | Jong Genk       | D2              | 21         | 0          | -               | -               | -               | -                  | -                  | -                  | -           | -           | -           | 21     | 0      |
| 2023-2024       | Jong Genk       | D2              | 25         | 1          | -               | -               | -               | -                  | -                  | -                  | -           | -           | -           | 25     | 1      |
| 2024-2025       | RKC Waalwijk    | ED              | 4          | 0          | CO              | 0               | 0               | -                  | -                  | -                  | -           | -           | -           | 4      | 0      |
| Totale carriera | Totale carriera | Totale carriera | 50         | 1          |                 | 0               | 0               |                    | -                  | -                  |             | -           | -           | 50     | 1      |